# Палаты Аверкия Кириллова
Пала́ты Аве́ркия Кири́ллова — здание в Москве, редкий образец частного жилого строительства второй половины XVII — самого начала XVIII веков. Находится по адресу: Берсеневская набережная, дом № 20 (ныне в здании расположен Российский научно-исследовательский институт культурного и природного наследия имени Д. С. Лихачёва).

## История
Участок земли у самой кромки Москвы-реки, на котором стоят палаты, изначально принадлежал Беклемишевым. После казни в 1525 году Ивана Берсень-Беклемишева, сначала попавшего в опалу, а затем замешанного в т. н. «деле Максима Грека», эти земли перешли в царское владение. Вскоре они были пожалованы некоему Кириллу — основателю рода Кирилловых. Дошедший до наших дней ансамбль сложился в 1656—1657 годах при его внуке, думном дьяке Аверкии Кириллове.

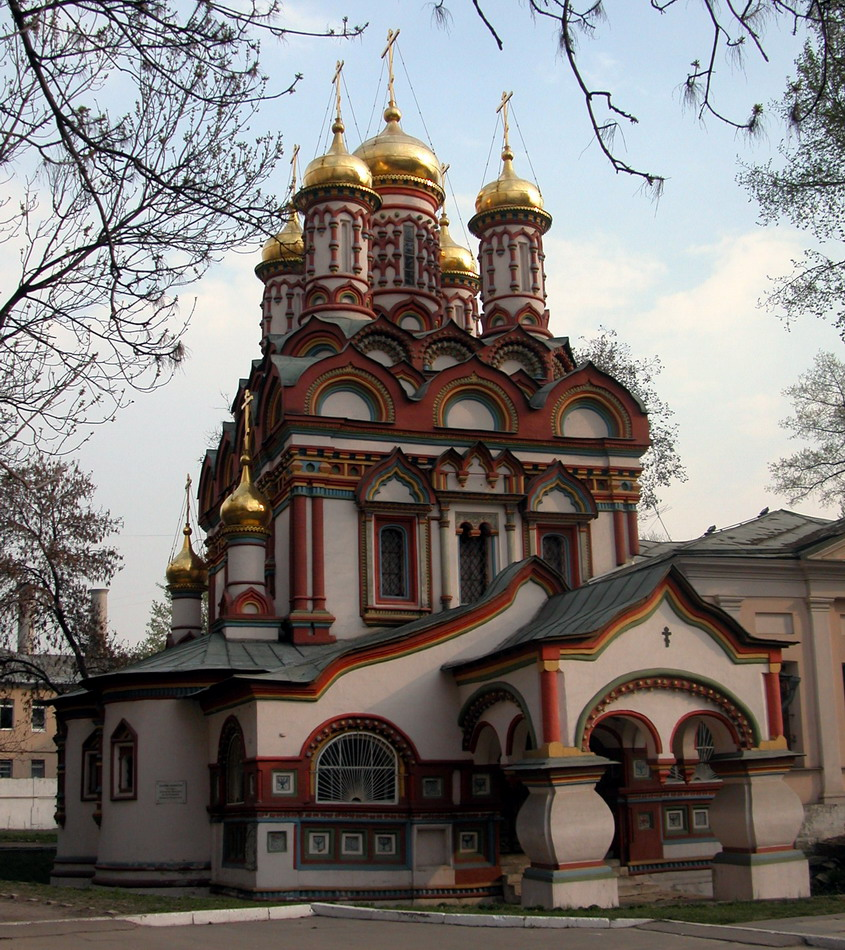
Расположенная рядом церковь Николы на Берсеневке ранее соединялась с Палатами крытым переходом

В 1703—1711 годах дом был несколько перестроен под руководством нового владельца усадьбы — дьяка Оружейной палаты А. Ф. Курбатова, возглавлявшего в то время строительство Кремлёвского арсенала. В этот период в средней части северного фасада, выходящего на набережную, появилась пристройка, выполненная во вкусе петровской эпохи.
Во второй половине 1860-х годов архитектор А. П. Попов осуществил некоторую перестройку и приспособление палат для размещения Московского археологического общества, которое находилось здесь в 1868—1923 годах.
В 1941—2014 годах здание занимал Российский институт культурологии.

## Описание
Наружный декор Никольской церкви и самих палат чрезвычайно разнообразен и сложен. Каждый из двух ярусов дома венчается сложным карнизом с поребриком, на окнах — пышные наличники, стена дробится многочисленными вертикальными тягами: лизенами, пилястрами и полуколоннами. Общее впечатление нарядности и пышности усиливает использование цветных изразцов. На южном фасаде и на своде юго-восточной палаты сохранились фрагменты росписей.
Пристройка в средней части выходящего на набережную северного фасада появилась в 1703—1711 годах, при домовладельце А. Ф. Курбатове. Трёхъярусная, с мощным декоративным завершением и огромными несколько причудливой формы волютами, фланкирующими «теремок» верхнего яруса, она отражает вкусы петровской эпохи. Выделяются окна среднего яруса: они несколько больше, чем остальные, обрамлены строгими наличниками и завершаются лучковыми фронтонами-раковинками. Над входом — мощный козырёк на фигурных консолях. Углы пристройки рустованы, что придаёт ей некую архитектурную собранность и контрастирует с прихотливой и «необязательной» архитектурой XVII века.
Близстоящая Церковь Николы на Берсеневке ранее соединялась с палатами крытым переходом.

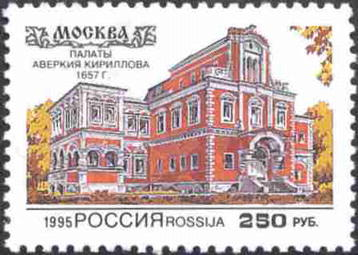
Почтовая марка России